# Helmintologi
Helmintologi, av de grekiska orden helmins, som betyder "mask", och logos, som betyder "lära", i vid betydelse "läran om maskar", är inom medicinsk vetenskap läran om parasitiska maskar, speciellt inälvsmaskar, som infekterar människor, och, inom veterinärmedicin, husdjur.
Inälvsmaskar (med en medicinsk term även kallade helminter) är maskar som lever som parasiter i andra djur. De delas in i grupperna rundmaskar (Nematoder), plattmaskar (Trematoder) och bandmaskar (Cestoder). Ofta orsakar de inflammation och immunförsvaret svarar med produktion av Th2-hjälparceller. Denna aktiverar i sin tur mogna B-celler som så kan genomgå isotypskifte. B-cellen (eller plasmacellen) kan efter detta producera antikroppen IgE. IgE är särskilt viktigt i immunsvaret mot just helminter. IgE binder till ytan på mastceller och eosinofiler vilka utsöndrar innehållet i sina granula vilket hjälper till att döda helminterna.